# Плехів (Житомирський район)
Пле́хів — село в Україні, у Житомирському районі Житомирської області, входить до складу Черняхівської селищної громади. Населення становить 108 осіб.

## Історія
У 1906 році колонія Черняхівської волості Житомирського повіту Волинської губернії. Відстань від повітового міста 29 верст, від волості 6. Дворів 24, мешканців 134.

## Відомі люди
- Кондратюк Андрій Арсентійович — соліст квартету «Гетьман», Заслужений артист України.